# Enrico Albertosi
Enrico Albertosi  est un footballeur italien né le 2 novembre 1939 à Pontremoli. Il évoluait au poste de gardien de but.

## Biographie
Il participe à quatre Coupes du monde avec l'Italie : en 1962, 1966, 1970 et 1974.
Il se voit radié des terrains à vie à la suite du scandale du Totonero 1980. Enrico Albertosi joue à cette époque, est notamment très impliqué. Mais sa peine est revue à la baisse puisque deux ans plus tard il peut rejoindre le club de l'Elpidiense Calcio qui évolue en Série B.

## Clubs successifs
- 1957-1958 : FBC Spezia 1906  Italie
- 1958-1968 : AC Fiorentina  Italie
- 1968-1974 : US Cagliari  Italie
- 1974-1980 :  Milan AC   Italie
- 1980-1982 : Suspendu à cause du scandale du Totonero
- 1982-1984 : Elpidiense Cascinare  Italie

## Palmarès

### En sélection
- 34 sélections avec l'équipe d'Italie entre 1961 et 1974
- Vainqueur de l'Euro 1968
- Finaliste de la Coupe du monde 1970

### En club
- Vainqueur de la Coupe d'Europe des vainqueurs de coupe en 1961 avec la Fiorentina
- Champion d'Italie en 1970 avec Cagliari et en 1979 avec le Milan AC.
- Vainqueur de la Coupe d'Italie en 1961 et 1966 avec la Fiorentina, en 1977 avec le Milan AC.